# Schiedsrichterbeobachter
Schiedsrichterbeobachter im Fußball und Handball sind in der Regel ältere, erfahrene, zumeist aber auch nicht mehr aktive Handball- oder Fußballschiedsrichter, welche offiziell vom jeweilig zuständigen Schiedsrichterausschuss für die Bewertung bzw. Beurteilung der Leistung eines Schiedsrichters, ggf. seiner Schiedsrichterassistenten, in einem Fußball- oder Handballspiel angesetzt werden. Die Beobachtungen, welche in ihrer Häufigkeit je nach Festlegung des zuständigen Verbandes für zwei Spiele im Jahr bis hin zur Beobachtung eines jeden Spieles (Bundesligen) für Schiedsrichter festgelegt werden, dienen der Qualitätssicherung und Fortentwicklung des Schiedsrichters und werden von den Schiedsrichterausschüssen – neben Einsatzbereitschaft und sonstigem Engagement im Schiedsrichterbereich – am Ende oder im Laufe des jeweiligen Spieljahres wesentlich zur Beibehaltung oder Änderung der Einstufung des Schiedsrichters herangezogen (Auf- oder Abstieg). Mit dem Aufstieg in eine höhere Liga nimmt die Anzahl an Spielen unter Beobachtung in der Regel zu. Im Anschluss an ein geleitetes Spiel erfolgt in der Regel eine mündliche Auswertung, welche in die Erstellung eines Beobachtungsbogens durch den Beobachter mündet, den dieser in den darauf folgenden Tagen zu erstellen hat und welcher dem Schiedsrichter auch zur Kenntnis gegeben wird. Der Schiedsrichter erhält unter Berücksichtigung der Anforderungen im Spiel Hinweise zu Fehlern oder besonders positivem Auftreten oder solchen Entscheidungen.

## Schiedsrichterbewertung im Fußball

### Bewertung seit der Saison 2022/23
Schiedsrichter und deren Assistenten werden in Deutschland seit Sommer 2022 nach einem bundesweit einheitlichen Bewertungsbogen beurteilt, der wie folgt aufgebaut ist:
Der Schiedsrichter startet mit 240 Punkten, was einem fehlerfreien Spiel ohne Vorkommnisse gleichkäme. Für die Assistenten gilt dasselbe, allerdings mit einer Startpunktzahl von 60 Punkten. Der vierte Offizielle wird, wo er zum Einsatz kommt, also in den beiden Bundesligen und seit der Saison 2023/24 in der 3. Liga, ebenfalls bewertet und erhält zunächst 20 Punkte.
Für die Bewertung gibt es einen Bogen mit sechs verschiedenen Rubriken und dazugehörigen Kategorien. Startwert ist eine Punktzahl von 4, eine Aufwertung auf bis zu 6 bzw. eine Abwertung bis herunter auf 1 Punkt ist möglich. Zusätzlich erfolgt jeweils eine Gewichtung der Kategorie von 1–3. Die einfache Gewichtung erhalten bspw. Kategorien wie Ermahnungen, Vorteilsauslegung oder Bewertung von Oberkörpervergehen, doppelt gewichtet werden u. a. die Bewertung von Handspiel, angemessene Verwarnungen oder auch die persönliche Akzeptanz des Schiedsrichters. Spielentscheidende Szenen wie Strafstöße, Feldverweise oder die (Nicht-)anerkennung von Toren werden dreifach gewichtet.
Es existieren folgende Bewertungsrubriken, wobei die Anzahl je nach eingesetzten Assistenten bzw. eines vierten Offiziellen variiert:
| Nr. | Bezeichnung                 | Untergeordnete Rubrik           |
| --- | --------------------------- | ------------------------------- |
| 1   | Spielrelevante Einzelszenen | –                               |
| 2   | Spielleitungsqualität       | Spielverständnis                |
| 2   | Spielleitungsqualität       | Zweikampfbewertung              |
| 3   | Disziplinarkontrolle        | –                               |
| 4   | Persönliches Auftreten      | Verhaltensmerkmale              |
| 4   | Persönliches Auftreten      | Kommunikation und Körpersprache |
| 5   | Fitness und Stellungsspiel  | Fitness                         |
| 5   | Fitness und Stellungsspiel  | Stellungsspiel                  |
| 6   | Teamarbeit                  | –                               |
| 7/8 | SR-Assistenten              | –                               |
| 8   | SR-Assisten                 | –                               |
| 9   | 4. Offizieller              | –                               |

Die Bewertung jeder Szene kann eine oder zwei Kategorien in derselben oder verschiedenen Rubriken betreffen. Bei Toren, Feldverweisen und Strafstößen ist zusätzlich eine Bewertung in der Rubrik 1 (spielrelevante Einzelszenen) notwendig. Jede Bewertung geschieht textlich aufgrund einer sogenannten Belegszene und nicht durch bloßes, kommentarloses Verändern der Punktzahl. Die Rubrik Teamarbeit bezieht sich ausschließlich auf den Schiedsrichter auf dem Feld, ein Fehler seiner Assistenten, der nur in dessen Verantwortung liegt, wird dem SR nicht angelastet, sofern er ihn im Spiel entsprechend korrigiert. Eine Szene, die für den Beobachter nicht zweifelsfrei aufzulösen ist, wird dem Schiedsrichterteam nicht zur Last gelegt und bleibt wertungsneutral. Das betrifft beispielsweise knappe Abseitsentscheidungen oder solche Spielsituationen, bei denen die Sicht für den Beobachter erheblich erschwert ist. Die Szenen werden dennoch wertungsneutral eingetragen.

#### Gründe der Einführung
Der neue Beobachtungsbogen stellt eine Generalüberholung des alten Systems bis 2022 dar. Seitens vieler Schiedsrichter wurde ein Schiedsrichterbeobachter oft als „Fehlersucher“ empfunden. Dies begründete sich darin, dass die Zahl der Szenen, die zu einem potenziellen Punktabzug führen konnten, deutlich der einer möglichen Aufwertung überwiegt. Auch die Tatsache, dass Bestnoten nur mit einem erhöhten Schwierigkeitsgrad des Spiels erreichbar waren, stieß auf Kritik. Der neue Maßstab soll der einer gesamtheitlichen Bewertung sein, ohne den Fokus zu oft auf einzelne fehlerhafte Szenen zu legen.
In manchen Landesverbänden wurden Schiedsrichterassistenten nicht gesondert bewertet.

### Bewertung bis 2022
Bis zum Saisonende 2021/22 war folgende Bewertungsskala, teils mit kleineren Abweichungen je nach Landesverband, maßgeblich für die Beurteilung der Leistung:
- 9.0 – 10:   Hervorragende Leistung
- 8.5 – 8.9:  Sehr gute Leistung
- 8.0 – 8.4:  Gute Leistung
- 7.5 – 7.9:  Unbefriedigende Leistung
- 7.0 – 7.4:  Schwache Leistung
- 6.9:        Ungenügende Leistung

In einem Spiel ohne weitere Vorkommnisse oder Fehler war durch den Beobachter der Wert 8,4 auszuwählen. Durch einen sogenannten positiven Gesamteindruck konnte zudem eine Aufwertung von 0,1 Punkten vorgenommen werden. Maßgeblich für die Bewertung waren neben der Leistung des Schiedsrichters auch der Schwierigkeitsgrad des Spiels (1 = normal/mögliche Höchstpunktzahl: 8,6; 2 = schwierig/mögliche Höchstpunktzahl: 9,0; 3 = sehr schwierig/mögliche Höchstpunktzahl: 10,0).
Für einen leichten Fehler wurden 0,1 Punkte abgezogen, für einen normalen Fehler 0,2 Punkte, und für einen schweren Fehler, wie bspw. einen Regelverstoß (fehlerhafter Feldverweis, nicht gegebener klarer Strafstoß) waren 0,5 Punkte Abzug vorgeschrieben. Aufwertungen waren außer über die spezielle Regelung des Gesamteindrucks nur in Verbindung mit einer entsprechenden herausragenden Szene möglich.

### Bewertung im Amateurbereich bis 2008
Bis zirka 2008 war vor allem in den mittleren Ligen (Bezirksliga bis Verbandsliga) ein weiteres, anderes Punktsystem gebräuchlich. Die Bewertung sah folgendermaßen aus:
- 50: Hervorragende Leitung in einem extrem schweren Spiel
- 49: Hervorragende Leitung in einem sehr schweren Spiel
- 48: Sehr Gute Leitung in einem sehr schweren Spiel
- 47: Sehr Gute Leitung in einem schweren Spiel
- 46: Sehr Gute Leitung in einem normalen oder teilweise schweren Spiel
- 45: Gute Leitung in einem normalen Spiel
- 44: Leitung mit kleinen Fehlern (kein spielentscheidender) in einem normalen Spiel
- 40–43: Leitung mit einigen Mängeln (oder einem Regelverstoß)
- <40: ungenügende Leistung

## Förderungsgruppen im Fußball
Talentierte (Jung-)Schiedsrichter werden in einigen Landesverbänden in besondere Kadergruppen berufen und/oder teilweise von Coaches begleitet, was eine bessere Entwicklung eines Schiedsrichters und seiner Leistung über einen bestimmten Zeitraum ermöglichen soll. Oft finden regelmäßige Treffen statt, in denen Erfahrungen ausgetauscht, Wissen vermittelt, die körperliche und regeltechnische Eignung überprüft und eine einheitlichere Bewertung von Spielsituationen erreicht werden soll.
Parallel zum Herrenspielbetrieb entstand mit der Bildung der Fußball-A-Junioren-Bundesliga ein Pool besonders förderungswürdiger Schiedsrichter, welche von einem Kreis ehemaliger Spitzenschiedsrichter beobachtet werden. Dieser Trend setzte sich später mit der Einführung der B-Junioren-Bundesliga fort, in beiden DFB-Ligen kommen nach Ansicht der jeweiligen Schiedsrichterausschüsse „perspektivisch vielversprechende“ Schiedsrichter aus speziellen Leistungskadern der angehörigen Verbände zum Einsatz. Auch in den Junioren-Verbandsligen finden sich teils solche Schiedsrichter-Kader.